# 瀨戶環奈
瀨戶環奈（日语：／ Seto Kanna，2004年5月10日—），日本AV女優、寫真偶像，出身於神奈川縣，為S1專屬女優，所屬事務所為Bstar。

## 經歷

### 出道前
在成為寫真偶像之前，瀨戶環奈曾是個普通的學生。喜歡以排球為主題的動漫作品。在國中時加入了排球部。高中期間，曾經在一星期最多做過八份兼職，包括牙醫助理、速食店、網咖、倉庫管理等工作。某天午休時間，籃球部顧問送給她鞋子和隊服，鼓勵她加入籃球隊擔任助理。
20歲時，瀨戶環奈開始喝酒，當時認識的一些漂亮女性稱讚了她的身材，鼓勵她成為模特兒。她心想「美女們都這麼說了，那我就去做吧。」，這成了她出道的契機。2024年10月7日，在小學館發行的《周刊郵報》10月18·25日合刊號上首次以泳裝造型亮相。談到挑戰寫真攝影的動機，她表示「我一直在考慮嘗試一些新事物，而我的朋友和周邊的人也一直鼓勵我，所以我決定冒險試試看」。
2024年10月9日，周刊郵報數位寫真集《瀨戶環奈：性感J罩杯》（瀬戸環奈 てぇてぇJカップ。）開始上線。
2024年12月23日，小學館宣布將於2025年1月28日發行瀨戶環奈的首本寫真集《emerald》。據小學館新聞稿報稱，該寫真集以「兩人的小旅行」為主題，以沖繩縣作為取景舞台，拍攝地點包括海灘、泳池、美式房屋和傳統日式古民家。小學館同時宣布，該寫真集將是她的第一本全裸寫真集。電子書版本也將於同日發售；電子書將增加30頁內容，包含紙本版中未出現的服裝照片。

### AV出道發表
2024年12月24日，瀨戶環奈在社群媒體上宣布將於2025年1月28日以S1專屬女優身份AV出道。消息發表後，她的X（前Twitter）帳號的追蹤人數由宣布前的5萬8千人增加到9萬6千人，甚至一度成為熱門趨勢。她解釋了AV出道的原因是「我認為泳裝和裸體的區別只是差一層布。如果這是大家期待的事情，那我就直率地試試看吧。」她表示，在AV出道之前，她從未看過AV，對AV的了解也只是「只知道三上悠亞」這個名字的程度」。
儘管仍處於預售階段，但其出道作在2024年12月16日當週的FANZA網購平台排行榜和FANZA數位影片排行榜中均獲得第一位。隨後於12月23日週、12月30日週連續獲得FANZA網購平台排行榜第一位，並在FANZA網購平台月度女優排行榜中連續兩個月獲得第一名。另外，她還在FANZA數位影片1月排行榜中獲得第一位。
2025年1月13日，當週的FANZA網購平台排行榜上，出道作的藍光版升至第二位，DVD版再次升至第一位。1月20日當週的排行榜上，排名維持在第一位。2月3日當週的排行榜上，出道作再次獲得第一位，而第二部出道作則獲得第二位。
2025年1月21日，她的第一本寫真集《emerald》宣布將在發行前再版。

### AV出道後
2025年1月28日，AV女優出道作《新人NO.1 STYLE 最強女主角瀨戶環奈 AV出道》（新人NO.1 STYLE 最強ヒロイン瀬戸環奈AVデビュー）開始發售；數位版於1月24日先行發布。
2025年2月10日當週的FANZA網購平台排行榜上，她的第二部出道作的DVD版本排名第二位，藍光版本排名第一位；FANZA影片2月度月間女優排行榜中獲得第三位。
2025年3月3日當週的FANZA網購平台排行榜上，第三部作品《想要看到最強女主角的素顏和真實SEX！沒有劇本、純憑性慾、不斷相互追求的色情且真實的2天1夜SEX約會 瀨戶環奈》（最強ヒロインの素顔とリアルセックスが見たい！筋書きなしで性欲のままに何度もずっと求め合うエロくて生々しい2泊3日SEXデート 瀬戸環奈）初登場就獲得第一位。
2025年5月21日，與金松季步一同出席了在台北南港展覽館2館舉行的「TRE台北國際成人展」記者會，台灣媒體稱呼她為「千年一遇神乳」。

## 作品
| 年份   | 發售日期 | 名稱 | 番號     | 備註     |
| ------ | -------- | ---- | -------- | -------- |
| 2025年 | 1月28日  |      | SONE-614 | AV出道作 |
| 2025年 | 3月11日  |      | SONE-615 |          |
| 2025年 | 4月8日   |      | SONE-638 |          |
| 2025年 | 5月13日  |      | SONE-682 |          |
| 2025年 | 6月10日  |      | SONE-720 |          |
| 2025年 | 7月8日   |      | SONE-758 |          |
| 2025年 | 8月12日  |      | SONE-811 |          |

| 年份   | 發售日期 | 名稱   | 番號    | 備註 |
| ------ | -------- | ------ | ------- | ---- |
| 2025年 | 4月22日  | [ 22 ] | OAE-275 |      |

## 出版書籍
| 名稱  | 發售日期      | 出版商 | 攝影師   | ISBN                   |
| ----- | ------------- | ------ | -------- | ---------------------- |
| [ 4 ] | 2025年1月28日 | 小學館 | 岡本武志 | ISBN 978-4-0968-2481-8 |

| 名稱   | 發售日期      | 出版商 | 攝影師   |
| ------ | ------------- | ------ | -------- |
|        | 2024年10月9日 | 小學館 |          |
| [ 23 ] | 2025年1月30日 | 小學館 | 岡本武志 |
|        | 2025年4月25日 | 雙葉社 | 濱田一喜 |
|        | 2025年5月23日 | 集英社 | 松岡一哲 |